# Liodesina mesatlantis
Liodesina mesatlantis là một loài bướm đêm trong họ Geometridae.